# Зігсдорф
Зігсдорф (нім. Siegsdorf) — громада в Німеччині, розташована в землі Баварія. Підпорядковується адміністративному округу Верхня Баварія. Входить до складу району Траунштайн.
Площа — 55,20 км2. Населення становить 8234 ос. (станом на 31 грудня 2020).